# Loretta Lynn
Loretta Lynn (nacida como Loretta Webb; Butcher Hollow, Kentucky; 14 de abril de 1932-Hurricane Mills, Tennessee; 4 de octubre de 2022) fue una cantante y compositora de música country y filántropa estadounidense.

## Biografía
Nacida en Butcher Hollow, Kentucky, hija de un minero de mina de carbón, Lynn se casó a los 15 años, fue madre y poco después se mudó al estado de Washington con su marido, Oliver Lynn. Su matrimonio fue tumultuoso, él tuvo amantes y ella era muy impetuosa; todas estas experiencias juntas fueron su inspiración para la música.
Cuando tenía 21 años, su marido le regaló una guitarra, ella aprendió a tocar y grabó al año siguiente. Comienza a ser parte de la escena country de Nashville en los años 1960 y en el 67 consigue el primero de 16 números 1 (de entre las 70 canciones en lista como artista en solitario y dueto)
) entre las que destacan "Don't Come Home A' Drinkin' (With Lovin' on Your Mind)", "You Ain't Woman Enough", "Fist City" y "Coal Miner's Daughter".
En el año 1972 grabó la canción "The pill", escrita por Lorene Allen, Don McHan, T. D. Bayless y Loretta Lynn. Esta canción habla, con toques cómicos, sobre el control de la natalidad y del uso de la píldora anticonceptiva. Fue retenida por su discográfica hasta que se publicó en el año 1975, siendo el primer sencillo de Lynn ese año, en el álbum Back to Country. La anticoncepción era un tema arriesgado a tratar en aquella época y aun más en la música country, por lo que varias emisoras de radio se negaro a emitirla. Sin embargo, tuvo más fama y atención fuera del ámbito country que ninguno de los discos grabados anteriormente. Se convirtió en el sencillo pop más vendido, alcanzando el número 70 en la lista Hot 100, y fue el número 1 en Canadá y el número 2 en Estados Unidos.
En una entrevista para la revista Playgirl, Lynn contó que tras el éxito de la canción, varios médicos rurais la felicitaron y le dijeron "The pill" había hecho más por difundir la disponibilidad de los métodos anticonceptivos en zonas rurles aisladas que toda la literatura publicada. Se trató de una postura liberal poco habitual por parte de Lynn, ya que era unha cristiana conservadora y procuraba evitar posturas sociopolíticas abiertas en súa música siempre que podía.

## Película biográfica
- Coal Miner's Daughter (conocida como: Quiero ser libre en España o La hija del minero en México) es una película estadounidense de 1980 que relata la vida adolescente e inicios en la música, Loretta Lynn fue interpretada por la actriz Sissy Spacek quien ganó el Óscar a la mejor actriz por su interpretación.

## Discografía

### Álbumes de estudio
- Loretta Lynn Sings (1963)
- Before I'm Over You (1964)
- Songs from My Heart.... (1965)
- Blue Kentucky Girl (1965)
- Mr. and Mrs. Used to Be (with Ernest Tubb) (1965)
- Hymns (1965)
- I Like 'Em Country (1966)
- You Ain't Woman Enough (1966)
- Country Christmas (1966)
- Don't Come Home a Drinkin' (With Lovin' on Your Mind) (1967)
- Singin' Again (with Ernest Tubb) (1967)
- Singin' with Feelin' (1967)
- Who Says God Is Dead! (1968)
- Fist City (1968)
- Your Squaw Is on the Warpath (1969)
- If We Put Our Heads Together (with Ernest Tubb) (1969)
- Woman of the World/To Make a Man (1969)
- Here's Loretta Singing "Wings Upon Your Horns" (1970)
- Coal Miner's Daughter (1971)
- We Only Make Believe (with Conway Twitty) (1971)
- I Wanna Be Free (1971)
- You're Lookin' at Country (1971)
- Lead Me On (with Conway Twitty) (1972)
- One's on the Way (1972)
- God Bless America Again (1972)
- Here I Am Again (1972)
- Entertainer of the Year (1973)
- Louisiana Woman, Mississippi Man (with Conway Twitty) (1973)
- Love Is the Foundation (1973)
- Country Partners (with Conway Twitty) (1974)
- They Don't Make 'Em Like My Daddy (1974)
- Back to the Country (1975)
- Feelins' (with Conway Twitty) (1975)
- Home (1975)
- When the Tingle Becomes a Chill (1976)
- United Talent (with Conway Twitty) (1976)
- Somebody Somewhere (1976)
- I Remember Patsy (1977)
- Dynamic Duo (with Conway Twitty) (1977)
- Out of My Head and Back in My Bed (1978)
- Honky Tonk Heroes (with Conway Twitty) (1978)
- We've Come a Long Way, Baby (1979)
- Diamond Duet (with Conway Twitty) (1979)
- Loretta (1980)
- Lookin' Good (1980)
- Two's a Party (with Conway Twitty) (1981)
- I Lie (1982)
- Making Love from Memory (1982)
- Lyin', Cheatin', Woman Chasin', Honky Tonkin', Whiskey Drinkin' You (1983)
- Just a Woman (1985)
- Who Was That Stranger (1988)
- Honky Tonk Angels (with Dolly Parton and Tammy Wynette) (1993)
- Making More Memories (1994)
- All Time Gospel Favorites (1997)
- Still Country (2000)
- Van Lear Rose (2004)
- Full Circle (2016)
- White Christmas Blue (2016)
- Wouldn't It Be Great (2018)
- Still Woman Enough (2021)

## Premios y reconocimientos
Lynn escribió más de 160 canciones y publicó 60 álbumes. Fue número 1 en 10 álbumes y en 16 sencillos en las listas de country. Lynn ganó tres premios Grammy, siete American Music Awards, ocho Broadcast Music Incorporated, 14 Academy of Country Music, ocho Country Music Association y 26 Music City News, otorgados por los fans. Lynn sigue siendo la mujer más premiada en la historia de la música country. Fue la primera mujer en la música country en recibir un disco de oro certificado por Don't Come Home a' Drinkin' (With Lovin' on Your Mind) en 1967.
En 1972, Lynn fue la primera mujer nombrada «artista del año» por la Country Music Association. En 1980, fue la única mujer nombrada «Artista de la década» de los setenta por la Academia de Música Country. Lynn ingresó en el Salón de la Fama de la Música Country en 1988 y en el Salón de la Fama de la Música Country Gospel en 1999,y en 2003 recibió el Kennedy Center Honors, un premio otorgado por el presidente de los Estados Unidos. Lynn ocupa el puesto 65 en la lista de VH1 100 Greatest Women of Rock & Roll y fue la primera artista country femenina en recibir una estrella en el Paseo de la Fama de Hollywood en 1977. En 1994, recibió el premio a la pionera de la música country de la Academia de Música Country.
En 2001, «Coal Miner's Daughter» se incluyó entre las «100 canciones más significativas del siglo XX» de NPR. En 2002, Lynn ocupó el puesto número 3 entre las mujeres vivas en el especial de CMT sobre las 40 mujeres más importantes de la música country.
Afiliada a BMI desde hace más de 45 años, Lynn fue honrada como Icono de BMI en los Premios Country de BMI el 4 de noviembre de 2004.
En marzo de 2007, Lynn recibió el doctorado honoris causa en Música del Berklee College of Music durante su actuación en el Grand Ole Opry.
En 2008, Lynn ingresó en el Songwriters Hall of Fame de Nueva York. En 2010 recibió el premio Grammy Lifetime Achievement Award por sus 50 años en la música country.
Lynn fue homenajeada por sus 50 años en la música country en la 44.ª edición de los Country Music Awards el 10 de noviembre de 2010. Ese mismo año, Lynn recibió una rosa en su honor.
Sony Music publicó un CD de homenaje a Lynn titulado Coal Miner's Daughter: A Tribute to Loretta Lynn en noviembre de 2010. En el CD participan Kid Rock, Reba McEntire, Sheryl Crow, Miranda Lambert, Alan Jackson, Gretchen Wilson, The White Stripes, Martina McBride, Paramore, Steve Earle y Faith Hill. En 2011, Lynn fue nominada a los premios de la Academia de Música Country, CMT Video y la Asociación de Música Country al «Evento Vocal del Año» con Miranda Lambert y Sheryl Crow por «Coal Miner's Daughter», lanzado como vídeo y sencillo del CD.
Lynn celebró su 50 aniversario como miembro del Grand Ole Opry el 25 de septiembre de 2012,y su 60 aniversario en 2022.
Lynn recibió la Medalla Presidencial de la Libertad de manos de Barack Obama en 2013.
Miranda Lambert entregó a Lynn el premio Crystal Milestone de la Academia de Música Country. Lynn también recibió en 2015 el premio Billboard Legacy Award for Women in Music.
En 2016, fue objeto de un documental de perfil de American Masters Loretta Lynn: Still a Mountain Girl en PBS.
Lynn fue nombrada Artista de toda una vida en 2018 por CMT.
En 2020 se inauguró una estatua de Loretta Lynn en el Icon Walk del Ryman.
En 2022 Loretta Lynn fue incluida en el Salón de la Fama de Mujeres Compositoras.
En 2023, Rolling Stone situó a Lynn en el número 132 de su lista de las 200 mejores cantantes de todos los tiempos.